# مایا هاک
مایا ری تورمن هاک (انگلیسی: Maya Ray Thurman Hawke؛ زاده ۸ ژوئیهٔ ۱۹۹۸) بازیگر، مدل و خواننده-ترانه‌سرای آمریکایی است. او دختر بازیگران مشهور، اوما تورمن و ایثن هاک است. هاک ابتدا به‌عنوان مدل مشغول به‌فعالیت شد، و نخستین تجربهٔ بازیگری خود را در نقش جو مارچ در اقتباس تلویزیونی شبکهٔ بی‌بی‌سی از رمان زنان کوچک (۲۰۱۷) تجربه کرد.
هاک پس از ایفای نقش رابین باکلی در مجموعهٔ علمی تخیلی چیزهای عجیب (۲۰۱۹–اکنون) توجهات را به خود جلب کرد؛ او در ادامه کارنامهٔ بازیگری‌اش در آثاری چون روزی روزگاری در هالیوود (۲۰۱۹)، خیابان ترس بخش اول: ۱۹۹۴ (۲۰۲۱) و انتقام بگیر (۲۰۲۲) به ایفای نقش پرداخت. هاوک به‌عنوان خواننده، تابه‌حال دو آلبوم بلاش (۲۰۲۰) و ماس (۲۰۲۲) را منتشر کرده است.

## اوایل زندگی
مایا ری تورمن هاک در ۸ ژوئیهٔ ۱۹۹۸، در نیویورک به دنیا آمد. او بزرگ‌ترین فرزند دو بازیگر مطرح، ایثن هاک و اوما تورمن است. پدر و مادر او در محل فیلم‌برداری گاتاکا (۱۹۹۷) با هم آشنا شدند و در مهٔ ۱۹۹۸ ازدواج کردند، اما در سال ۲۰۰۵ طلاق گرفتند. هاک یک برادر به‌نام لیوون، دو خواهر ناتنی از همسر دوم پدرش و یک خواهر ناتنی دیگر نیز از نامزد سابق مادرش دارد.
هاک از طرف پدرش ارتباط خویشاوندی دوری با نمایش‌نامه‌نویس تنسی ویلیامز دارد. او از طرف مادرش نوهٔ محقق بودایی یعنی رابرت تورمن و مدل بارونس یعنی ننا فون شلبروگ است. مادر شلبروگ نیز یک مدل بوده و برای مجسمه‌ای که در حال حاضر در سوئد می‌باشد ژست گرفته بود.
هاک به دیسلکسیا مبتلا است، که منجر به تغییر مکرر مدرسه او در طول تحصیلات ابتدایی شد تا اینکه سرانجام در مدرسه‌ای خصوصی در بروکلین، نیویورک که بر خلاقیت هنری تأکید دارد، رفت. فضای هنری در نهایت او را به سمت بازیگری سوق داد. هاوک همچنین در مطالعات تابستانی آکادمی سلطنتی هنرهای دراماتیک لندن و استودیوی بازیگری استلا آدلر در نیویورک شرکت کرد. او به مدت یک سال در رشته بازیگری در مدرسه جولیارد به تحصیل در رشتهٔ بازیگری پرداخت و پس از پذیرفتن نقشش در مجموعهٔ زنان کوچک ترک تحصیل کرد.
هاک مانند مادر و مادربزرگش در ابتدای کارش مدلینگ مجلهٔ وگ بود. او همچنین به عنوان چهره کلکسیون ۲۰۱۶/۲۰۱۷ خرده فروش مد بریتانیا آل‌ساینتز انتخاب شد. در سال ۲۰۱۷، او به عنوان یکی از چندین چهره در یک کمپین ویدیویی مجموعهٔ لباس زیر کلوین کلاین به کارگردانی سوفیا کوپولا بازی کرد. در سپتامبر ۲۰۲۲، هاوک مدل کمپین دیگری از کلوین کلاین شد.

## حرفه

### حرفه بازیگری

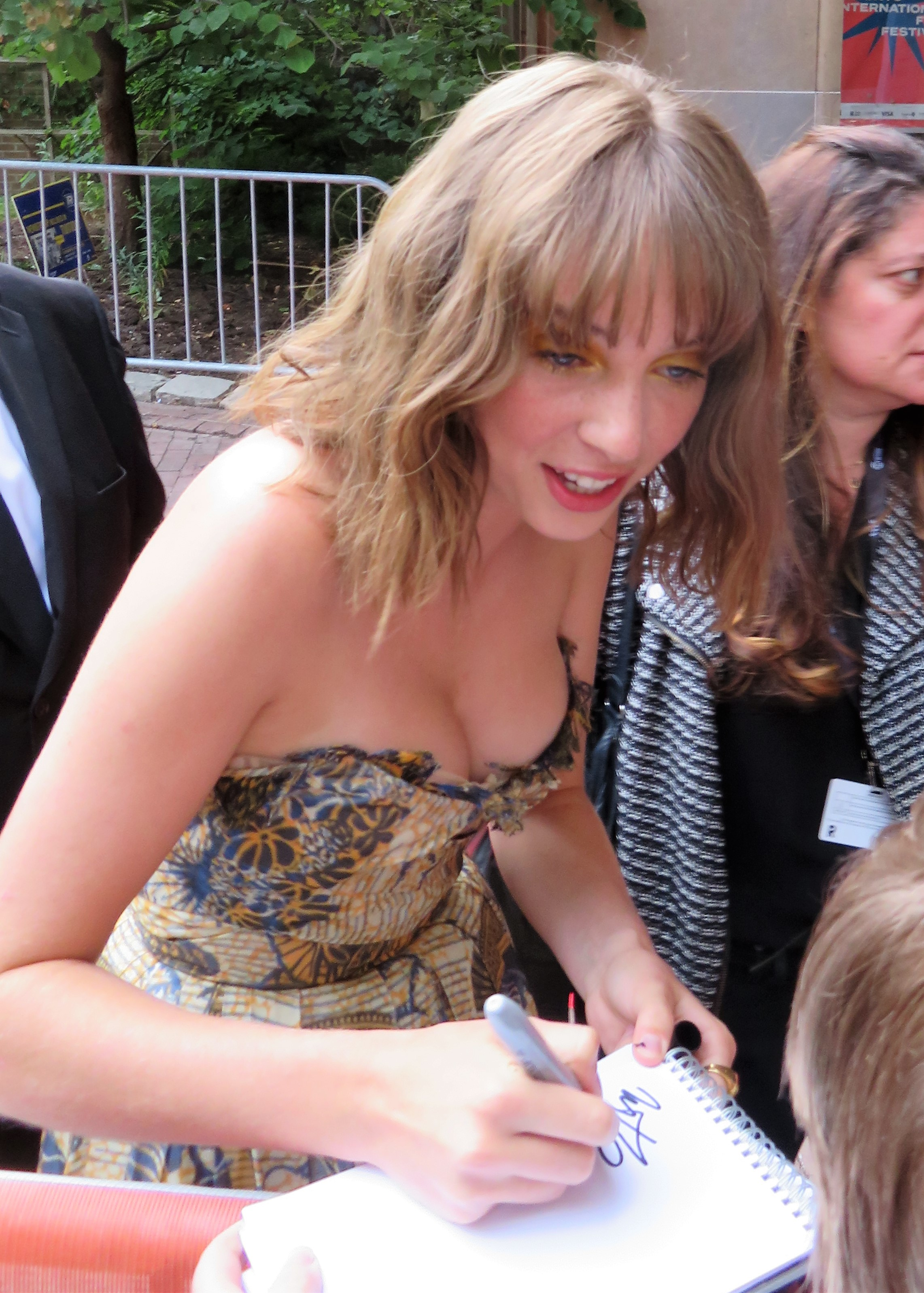
هاک در مراسم فرش قرمز در سرمایه انسانی، سال ۲۰۱۹

هاک مورد انتخاب سوفیا کوپولا برای بازی در نقش اصلی پری دریایی کوچولو در اقتباس لایو اکشن برنامه‌ریزی‌شدهٔ یونیورسال پیکچرز بود. با این حال، تولیدکنندگان، کلویی گریس مورتس که بازی‌گری سرشناس‌تر بود را ترجیح دادند. این موضوع و سایر درگیری‌ها در نهایت منجر به ترک پروژه کوپولا شد. مورتس نیز در نهایت از این اثر کناره‌گیری کرد.
در سال ۲۰۱۷، هاک اولین تجربهٔ بازیگری خود را در نقش جو مارچ در مینی‌سریال بی‌بی‌سی از رمان زنان کوچک انجام داد. نقش برجستهٔ هاک به‌جای کاراکتر رابین باکلی در فصل سوم مجموعهٔ چیزهای عجیب از شبکهٔ نتفلیکس که در سال ۲۰۱۹ منتشر شد توجهات بسیاری را به‌خود جلب کرد. هاک در نقش رابین، بیشتر صحنه‌های خود را با شخصیت مورد ایفای جو کیری، استیو هرینگتون ایفا کرد و به یکی از شخصیت‌های محبوب و مورد علاقه منتقدان در سریال تبدیل شد. همچنین در آن تابستان، هاوک نقش لیندا کاسابیان را در فیلم روزی روزگاری در هالیوود ساختهٔ کوئنتین تارانتینو نیز ایفا کرد.
هاک در ادامهٔ فعالیت‌ش در بازی‌گری در فیلم دوم جیا کوپولا به‌نام جریان اصلی (۲۰۲۰) در کنار اندرو گارفیلد ایفای نقش کرد. او در سال ۲۰۲۱ در فیلم ترسناک خیابان ترس بخش اول: ۱۹۹۴ از شبکهٔ نتفلیکس ظاهر شد. جریان اصلی نقدهای ضد و نقیضی دریافت کرد، اما

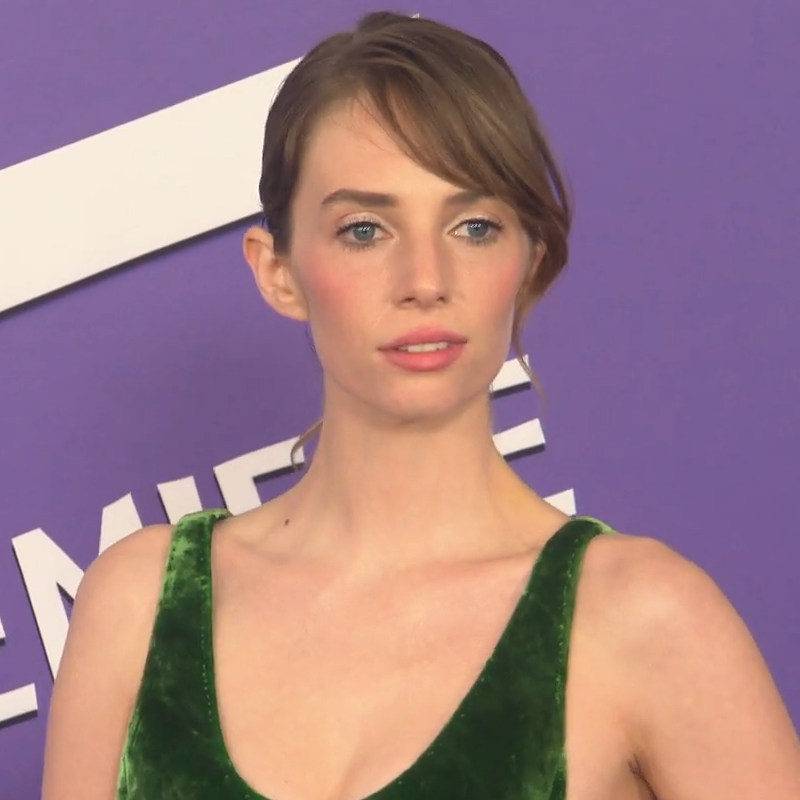
مایا هاک در افتتاحیه درون بیرون ۲، ۲۰۲۴

خیابان ترس بخش اول: ۱۹۹۴ با نظرات بهتری از سوی منتقدان همراه بود. او در سال ۲۰۲۲ در فیلم کمدی انتقام بگیر نقش دانش‌آموز دبیرستانی را ایفا کرد که با رسوایی‌هایی روبه‌رو می‌شود. نقدهای این فیلم به‌طور کلی مثبت بود. هاک در فیلم زندگی‌نامه‌ای بردلی کوپر دربارهٔ لئونارد برنستاین به‌نام مایسترو و در فیلم اتاق قتل نیز حضور خواهد داشت. اما او در سال ۲۰۲۴ در انیمیشنی از پیکسار، درون بیرون ۲ به‌جای شخصیت اضطراب صداپیشگی کرد. منتقدان کار او را ستودند.

### موسیقی
هاک گفته است که موسیقی فولکور و آثار هنرمندانی چون لئونارد کوهن، پتی اسمیت و جونی میچل حرفهٔ موسیقایی او را تحت تأثیر قرار داده است. او از «ترانه‌سرایان بزرگی» چون کوهن و باب دیلن، الهامات فراوانی گرفته، از آن‌جایی که به‌گفتهٔ خود او، «موسیقی بهترین شیوه برای ارتباط برقرارکردن با شعر است.»
در اوت ۲۰۱۹، هاک دو تک آهنگ اول خود را منتشر کرد. این ترانه‌ها توسط خواننده و ترانه‌سرا جسی هریس نوشته و ضبط شده است. او در اوایل سال ۲۰۲۰ مجموعه‌ای از کنسرت‌های اصلی را در شهر نیویورک اجرا کرد که اولین اجرای زنده انفرادی او به‌عنوان یک نوازنده بود. در ۱۸ مارس ۲۰۲۰، هاک تک آهنگی را منتشر و اولین آلبوم خود را با عنوان بلاش معرفی کرد. دومین تک‌آهنگ آلبوم در ۲۲ آوریل ۲۰۲۰ منتشر شد، در اواخر اوت ۲۰۲۰ برای تبلیغ بلاش، برای اولین بار به‌عنوان مهمان موسیقی در برنامهٔ امروز حضور یافت.
در ژوئن ۲۰۲۲ هاک تک‌آهنگی را منتشر و دومین آلبوم خود به‌نام ماس را معرفی کرد. این آلبوم در ۲۳ سپتامبر ۲۰۲۲ منتشر شد.

## فیلم‌شناسی

### فیلم
| سال  | عنوان                    | نقش              | توضیحات          | منا.          |
| ---- | ------------------------ | ---------------- | ---------------- | ------------- |
| ۲۰۱۸ | لیدی‌ورلد                 | رومی             |                  | [ ۴۱ ] [ ۴۲ ] |
| ۲۰۱۹ | روزی روزگاری در هالیوود  | «فلوور چایلد»    |                  | [ ۲۳ ]        |
| ۲۰۱۹ | سرمایه انسانی            | شنون             |                  | [ ۴۳ ]        |
| ۲۰۲۰ | جریان اصلی               | فرانکی           |                  | [ ۴۴ ]        |
| ۲۰۲۱ | مطالعات ایتالیایی        | ارین             |                  | [ ۴۵ ] [ ۴۶ ] |
| ۲۰۲۱ | خیابان ترس بخش اول: ۱۹۹۴ | هیتر             |                  | [ ۲۶ ]        |
| ۲۰۲۲ | خلیج کادیز               | زن               | فیلم کوتاه       | [ ۴۷ ]        |
| ۲۰۲۲ | انتقام بگیر              | الینور           |                  | [ ۴۸ ]        |
| ۲۰۲۳ | استروید سیتی             | جون داگلاس       |                  | [ ۴۹ ]        |
| ۲۰۲۳ | مایسترو                  | جیمی برنستاین    |                  | [ ۳۱ ]        |
| ۲۰۲۳ | گربه وحشی                | فلانری اوکانر    | همچنین تهیه‌کننده | [ ۵۰ ]        |
| ۲۰۲۳ | اتاق کشتار               | گریسی            |                  |               |
| ۲۰۲۴ | درون و بیرون ۲           | اضطراب (صداپیشه) |                  |               |

### تلویزیون
| سال       | عنوان                     | نقش           | توضیحات                     | منا.          |
| --------- | ------------------------- | ------------- | --------------------------- | ------------- |
| ۲۰۱۷      | زنان کوچک                 | جو مارچ       | مینی‌سریال                   | [ ۴۱ ]        |
| ۲۰۱۸      | خانه باغ: خانه زنان کوچک  | خودش          | مستند                       |               |
| ۲۰۱۹–۲۰۲۲ | چیزهای عجیب               | رابین         |                             | [ ۲۱ ]        |
| ۲۰۲۰      | پرنده ارباب خوب           | آنی براون     | مینی‌سریال                   | [ ۵۱ ]        |
| ۲۰۲۲      | آخرین ستاره‌های فیلم       | خودش          | مستند                       |               |
| ۲۰۲۳      | مون گرل و دایناسور شیطانی | Abyss (voice) | قسمت: "Moon Girl's Day Off" | [ ۵۲ ] [ ۵۳ ] |

### موزیک ویدئوها
| سال  | عنوان                           | هنرمند   | منا.   |
| ---- | ------------------------------- | -------- | ------ |
| ۲۰۲۰ | «به تنهایی»                     | مایا هاک |        |
| ۲۰۲۰ | «آیا چیزی در فیلم‌ها وجود دارد؟» | سامیا    | [ ۵۴ ] |